# アミノバリュー
アミノバリュー（Amino-Value）は、大塚製薬から発売されている清涼飲料水。

人間のカラダで作ることができない必須アミノ酸BCAAを美味しく手軽に摂取できることをコンセプトに開発された製品である。

同社のアミノレバンen（点滴用・肝不全用アミノ酸製剤）をベースに開発されている。

## 概要
製品ラインナップ
- アミノバリュー4000 500ml (BCAA4000mg配合)
- アミノバリューコンク 100ml(BCAA2000mg配合)
- アミノバリューサプリメントスタイル(BCAA2000mg配合)
- アミノバリューパウダー 1L用粉末(BCAA8000mg配合)

BCAA4000mgとともに電解質を含有した『アミノバリュー4000』、水なしで飲める、携帯に便利な顆粒タイプの『サプリメントスタイル』、小容量・高濃度タイプの『アミノバリューコンク』

シリーズ中でも『アミノバリュー コンク』は、100ml中に2000mgのBCAAを含有しており、最もBCAA濃度が高く、市販飲料も含めて最高のBCAA濃度の飲料である。

## エピソード
2003年に大塚製薬初のアミノ酸飲料として、発売が開始された。
アミノ酸飲料ブーム火付け役となり、その後他の飲料メーカーからも多くのアミノ酸製品が発売された。
必須アミノ酸BCAAを多く配合した製品設計となっており、
カラダを動かした際のコンディショニングをサポートするための製品として開発されている。
2007年から東京マラソン公式飲料として、採用されている。
大塚製薬のポカリスエットが、点滴液をベースに開発されたことは、有名なエピソードであるがアミノバリューも同様に、アミノレバンenという、
同社の肝臓病患者向け総合栄養剤をベースに開発が行われた。
アミノバリューに含まれている、BCAAには独特の苦味と収斂性があり製品の開発時に大きな課題となった。
同社製品ポカリスエット同様に環境問題に配慮してエコボトルを採用している

## ランニングサポート
「持久系アミノ酸BCAA」というコピーが使用され、
ランナー向け製品として多くのランナーに愛用されている。
2007年より東京マラソンでは、公式飲料として採用されている。
また、東京マラソンにかぎらず全国で開催されている多くのマラソン大会にて
給水ドリンクとして採用されている。
大塚製薬が協賛していた、アミノバリューランニングクラブは全国に多くのクラブが存在する。
大塚製薬協賛のランニングクラブは2015年をもって終了となったが、
今でも多くのクラブがそのままアミノバリューランニングクラブを名乗っており。
多くのマラソン大会で、製品カラーのオレンジ色のユニフォームを着た参加者を見ることができる。

### アミノバリュー給水大会
東京マラソン
東北風土マラソン

### アミノバリュー愛用アスリート
- 野口みずき (マラソン)
- 野村忠宏 (柔道)